# Lano, Haute-Corse
Lano là một xã ở tỉnh Haute-Corse trên đảo Corse, Pháp. Xã này có diện tích 8,15 km², dân số năm 1999 là 21 người. Khu vực này có độ cao 600 mét trên mực nước biển.